# Tachibana-kan to rai anguru
Tachibana-kan to rai anguru (立花館To Lieあんぐる), aussi connu sous le nom de Tachibanakan To Lie Angle ou Love to-LIE-Angle est une série de mangas yuri créée par Merryhachi et prépublié par Ichijinsha dans le magazine Comic Yuri Hime à partir de 18 novembre 2014. Une adaptation en anime par Creators in Pack et Studio Lings est diffusée à partir du 4 avril 2018.

## Personnages
Hanabi Natsuno (夏乃 はなび, Natsuno Hanabi)
Voix japonaise : Minami Tsuda (en)
Konomi Fujiwara (藤原 このみ, Fujiwara Konomi)
Voix japonaise : Amisa Sakuragi
Iori Takamura (篁 いおり, Takamura Iori)
Voix japonaise : Arisa Nakada
Yoriko Fujiwara (藤原 依子, Fujiwara Yoriko)
Voix japonaise : Rei Matsuzaki
Yū Tsukishiro (月城 優, Tsukishiro Yū)
Voix japonaise : Mikako Komatsu
Sonoa Mitsui (三井 そのあ, Mitsui Sonoa)
Voix japonaise : Eri Kitamura

## Médias

### Manga
Tachibana-kan to rai anguru est une série de mangas yuri écris et dessinés par Merryhachi. Le manga est sérialisé dans le magazine Comic Yuri Hime à partir du numéro de janvier 2015. Le manga est également disponibles en 6 volumes reliés. La série est éditée par Digital Manga Publishing (en) en Amérique du Nord.

#### Liste des volumes
| no | Japonais         | Japonais          |
| no | Date de sortie   | ISBN              |
| -- | ---------------- | ----------------- |
| 1  | 18 juin 2015     | 978-4-7580-7435-3 |
| 2  | 18 janvier 2016  | 978-4-7580-7515-2 |
| 3  | 16 juillet 2016  | 978-4-7580-7569-5 |
| 4  | 18 avril 2017    | 978-4-7580-7660-9 |
| 5  | 18 décembre 2017 | 978-4-7580-7750-7 |
| 6  | 18 avril 2018    | 978-4-7580-7802-3 |
| 7  | 18 juillet 2018  | 978-4-7580-7835-1 |
| 8  | 16 mai 2019      | 978-4-7580-7936-5 |
| 9  | 30 juin 2020     | 978-4-7580-2130-2 |

### Anime
Une adaptation en anime de 12 épisodes par Creators in Pack et Studio Lings est diffusée à partir du 4 avril 2018. La série est réalisée par Hisayoshi Hirasawa, la musique composée par Words in Stereo et les personnages designés par Yutsuko Hanai. La musique du générique de fin, Motto, Nee Motto (もっと、ねぇもっと) est interprétée par Erabareshi. La série est diffusée à l'internationnal en simulcast par Crunchyroll.

#### Liste des épisodes
| No | Titre français                       | Titre japonais           | Titre japonais                    | Date de 1re diffusion |
| No | Titre français                       | Kanji                    | Rōmaji                            | Date de 1re diffusion |
| -- | ------------------------------------ | ------------------------ | --------------------------------- | --------------------- |
| 01 | Un nouveau train de vie              | 新生活!                  | Shin seikatsu!                    | 4 avril 2018          |
| 02 | Notre cachette secrète               | 秘密の場所               | Himitsu no basho                  | 11 avril 2018         |
| 03 | Filature et nuit à deux              | 尾行と添い寝             | Bikō to soine                     | 18 avril 2018         |
| 04 | Toilettes et souffrance              | 受難とトイレ             | Junan to toire                    | 25 avril 2018         |
| 05 | Uniforme d'été et placard            | 夏服と押入れ             | Natsufuku to oshiire              | 2 mai 2018            |
| 06 | Fête de bienvenue et pistolets à eau | 歓迎会と水鉄砲           | Kangeikai to mizudeppō            | 9 mai 2018            |
| 07 | Étoiles filantes et seau             | 流星群とバケツ           | Ryūseigun to baketsu              | 16 mai 2018           |
| 08 | Kisu et kiss                         | 鱚とキス                 | Kisu to kisu                      | 23 mai 2018           |
| 09 | Rhumes et souvenirs                  | 風邪と思い出             | Kaze to omoide                    | 30 mai 2018           |
| 10 | Sources chaudes et ping-pong         | 温泉で卓球               | Onsen de takkyū                   | 6 juin 2018           |
| 11 | Festival                             | 夏祭り                   | Natsu Matsuri                     | 13 juin 2018          |
| 12 | Au foyer Tachibana, notre chez-nous  | この場所で、あの立花館で | Konobasho de, ano Tachibanakan de | 20 juin 2018          |